# Ashton Eaton
Ashton Eaton (ur. 21 stycznia 1988 w Portland) – amerykański lekkoatleta, wieloboista.
Osiemnasty zawodnik mistrzostw świata (Berlin 2009) do największych sukcesów w pierwszej części kariery może zaliczyć wielokrotne mistrzostwo NCAA. To właśnie na mistrzostwach NCAA, 13 marca 2010 ustanowił halowy rekord świata w siedmioboju – 6499 punktów. Niespełna rok później, podczas zawodów w Tallinnie poprawił własny rekord świata uzyskując 6568 punktów. Latem 2011 został wicemistrzem świata w dziesięcioboju. W marcu 2012 zdobył w Stambule halowe mistrzostwo świata ustanawiając kolejny rekord świata w siedmioboju (6645 pkt.). W czerwcu 2012 zwyciężył w mistrzostwach USA (będących jednocześnie krajowymi kwalifikacjami olimpijskimi) ustanawiając rekord świata w dziesięcioboju – 9039 pkt. (poprzedni rekord należał do Czecha Romana Šebrle – 9026 pkt. w 2001 roku). Mistrz olimpijski z Londynu (2012) i Rio de Janeiro (2016). Rok później sięgnął po złoto mistrzostw świata w Moskwie. W 2014 ponownie zdobył tytuł halowego mistrza świata. Na następnych mistrzostwach świata w Pekinie nie tylko zdobył złoto, ale poprawił własny rekord świata o 6 punktów. W marcu 2016 zdobył swoje trzecie złoto halowych mistrzostw globu. Po sezonie zakończył sportową karierę.
W 2012 triumfował w plebiscycie na najlepszego lekkoatletę Stanów Zjednoczonych.
Lekkoatleta 2015 roku w plebiscycie IAAF World Athlete of the Year.
Jego żoną oraz partnerką treningową (u Harry'ego Marry) jest kanadyjska wieloboistka Brianne Theisen-Eaton.

## Rekordy życiowe
- dziesięciobój lekkoatletyczny – 9045 pkt. (2015) do 2018 rekord świata
- siedmiobój lekkoatletyczny (hala) – 6645 pkt. (2012) rekord świata
- skok w dal – 8,23 (2012)
- skok w dal (hala) – 8,16 (2012)
- bieg na 400 metrów – 45,00 (2015)
- Bieg na 110 metrów przez płotki – 13,35 (2011 i 2014)
- Bieg na 400 metrów przez płotki – 48,69 (2014)